# Théorème des deux lunules

Les lunules sont en bleu.

En mathématiques et plus particulièrement en géométrie, le théorème des deux lunules énonce l'égalité entre l'aire d'un triangle rectangle et de deux lunules qui lui sont associées.

## Définition
Une lunule est une portion de surface délimitée par deux cercles sécants de même convexité (donc non concentriques et de rayons différents). Elle forme un ménisque qui fait penser à un croissant de lune.

## Énoncé
Soit le triangle ABC rectangle en B et {\displaystyle {\mathcal {C}}} le cercle circonscrit à ABC (de diamètre AC).
La lunule {\displaystyle L_{BC}} est la figure formée par le demi-disque de diamètre BC extérieur au triangle ABC, auquel on enlève son intersection avec le disque délimité par {\displaystyle {\mathcal {C}}}.
La lunule {\displaystyle L_{BA}} est la figure formée par le demi-disque de diamètre BA extérieur au triangle ABC, auquel on enlève son intersection avec le disque délimité par {\displaystyle {\mathcal {C}}}.
Alors la somme des aires de {\displaystyle L_{BC}} et de {\displaystyle L_{BA}} (en bleu sur la figure) est égale à l'aire du triangle ABC (en vert).

## Démonstration
La démonstration repose sur le fait que l'aire du cercle est proportionnelle au carré du rayon, et par conséquent du diamètre, du cercle. C'est ce qui est exprimé par la formule πr2 pour l'aire d'un cercle de rayon r (π est le coefficient de proportionnalité, qui n'intervient pas dans la démonstration).
Soit un triangle rectangle ABC rectangle en B, inscrit dans un demi-cercle. Une conséquence du théorème de Pythagore est donc que l'aire du demi-disque de diamètre AC (l'hypoténuse) délimité par ce demi-cercle, égale l'aire de la figure formée par les deux demi-disques de diamètres AB et BC, choisis extérieurs au triangle AC.
En retirant de ces deux figures de même aire les deux segments du grand cercle, représentés en blanc sur la figure, d'extrémités A et B pour l'un, B et C pour l'autre, on obtient :
- le triangle ABC, à partir du grand demi-disque de diamètre AC ;
- les deux lunules, représentées en bleu sur la figure, à partir des deux demi-disques de diamètres AB et BC.

La somme des aires des deux lunules égale donc celle du triangle ABC.

## Histoire
Ibn al-Haytham, mathématicien actif à la fin du Xe siècle et au début du XIe siècle, énonce et démontre ce théorème dans son Traité des lunules. La démonstration est essentiellement celle donnée ci-dessus. Pour la proportionnalité entre l'aire du cercle et le carré de son diamètre, Ibn al-Haytham peut s'appuyer sur la proposition 2 du Livre XII des Éléments d'Euclide. Ibn Al-Haytham reprend le théorème dans son Traité sur la quadrature du cercle, traité populaire qui connut de nombreuses copies et commentaires.
Ibn al-Haytham déclare s'inspirer « des anciens » : en l'occurrence il s'agit forcément des travaux d'Hippocrate de Chios, mathématicien grec actif dans la seconde moitié du Ve siècle av. J.-C., qui avait déjà établi par des méthodes analogues la quadrature de certaines lunules particulières. Comme Hippocrate il espère par cette étude s'approcher de la quadrature du cercle,.
Ibn al-Haytham fournit une légère généralisation de la quadrature de la première lunule d'Hippocrate, celle construite sur un triangle isocèle rectangle, mais ces deux traités ne présentent pas de progrès décisif vis-à-vis de celui-ci sur le plan mathématique,,.
Les deux lunules du théorème sont aussi appelées lunules d'Hippocrate ou lunules d'Alhazen (Alhazen est le nom latinisé d'Ibn al-Haytham).